# Profesor Graciano Sánchez
Profesor Graciano Sánchez är en ort i Mexiko.   Den ligger i kommunen Champotón och delstaten Campeche, i den östra delen av landet, 900 km öster om huvudstaden Mexico City. Profesor Graciano Sánchez ligger 52 meter över havet och antalet invånare är 500.
Terrängen runt Profesor Graciano Sánchez är platt. Runt Profesor Graciano Sánchez är det glesbefolkat, med 11 invånare per kvadratkilometer. Närmaste större samhälle är Xbacab, 15,4 km norr om Profesor Graciano Sánchez. I omgivningarna runt Profesor Graciano Sánchez växer i huvudsak lövfällande lövskog.